# Deh Bekr
Deh Bekr (persiska: دِهبُكَر, ده بکر, دِه بِكر) är en ort i Iran.   Den ligger i provinsen Västazarbaijan, i den nordvästra delen av landet, 500 km väster om huvudstaden Teheran. Deh Bekr ligger 1 431 meter över havet och antalet invånare är 539.
Terrängen runt Deh Bekr är huvudsakligen kuperad. Deh Bekr ligger nere i en dal. Runt Deh Bekr är det ganska tätbefolkat, med 60 invånare per kvadratkilometer. Närmaste större samhälle är Mahabad, 12,6 km öster om Deh Bekr. Trakten runt Deh Bekr består i huvudsak av gräsmarker.